# Перуниум
Перуниум (лат. Perunium ursogulo) — гигантская ископаемая куница, размерами значительно превосходившая современных росомах.
Куница обитала в миоцене на территории Евразии.
Описана Юрием Александровичем Орловым в 1947 году.